# Меньшевиствующий идеализм
Меньшевиствующий идеализм — термин-идеологическое клише, употреблявшийся для обозначения возглавляемого философом А. Дебориным течения в советской философии конца 1920-х и начала 30-х годов.
Термин «меньшевиствующий идеализм» как негативная оценка взглядов А. М. Деборина и его сторонников впервые был употреблён И. В. Сталиным в беседе с партийным бюро Института красной профессуры философии и естествознания в 1930 г. Сталин разъяснял при этом, что термин «меньшевиствующий» имеет целью подчеркнуть возрождение у Деборина и его учеников культивировавшегося меньшевизмом отрыва теории от практики. Под термином же «идеализм» подразумевалось сближение у Деборина и его сторонников идеалистической диалектики Гегеля и материалистической диалектики Маркса. 
В конце 1930 года Деборин был смещён с должности ответственного редактора журнала «Под знаменем марксизма», хотя и остался в составе редакционной коллегии. После принятия постановления ЦК ВКП(б) о журнале «Под знаменем марксизма» от 25 января 1931 г. академик А. М. Деборин был отстранён от руководства созданного им Института философии. С начала 1930-х годов Деборин подвергся резкой критике со стороны молодых советских философов-марксистов, в первую очередь Митина и Юдина. Со стороны президиума Комакадемии атаку на Деборина возглавили Милютин и Пашуканис.
Меньшевиствующие идеалисты отрицали ленинизм как дальнейшее творческое развитие марксизма. Например, Деборин в книге «Ленин как мыслитель» (М., 1926) писал, что марксизм есть философская, историческая и экономическая теория, тогда как ленинизм — марксистская политика и тактика. Н. А. Карев в одной из своих статей в журнале «Под знаменем марксизма» заявил, что Ленин
был бы удивлен, если бы ему сказали, что он открывает новую эру... в марксизме.
Меньшевиствующие идеалисты отрицали также марксистско-ленинский тезис о партийности философии.
Критика меньшевиствующего идеализма была политически мотивированным процессом, замаскированным под философскую дискуссию.

При этом речь, разумеется, не шла об углублении философских исследований или о повышении теоретического уровня философских исканий. Речь шла о “большевизации философской теоретической работы”... По своей сути это был курс на полную политизацию теоретической работы, на превращение философских исследований не просто в идеологию сталинского партаппарата, а в авторитарную идеологию авторитарной власти, прямая линия на изгнание (а через несколько лет, после убийства С. М. Кирова, на репрессии) всех прежних философских кадров.

Целью антидеборинской кампании была сталинизация философии. К концу 1930-х гг. область идеологии всё еще оставалась вне единоличного контроля Сталина, поскольку всё внимание он уделял политической борьбе. В конце 1929 г. Сталин развернул решительное наступление на идеологическом фронте, чтобы и в этой области захватить позиции в качестве «великого теоретика».

Философия становится в буквальном смысле идеологической дубиной, с помощью которой сталинисты завершили разгром вольнолюбивой философской мысли, покончили даже с минимальными островками независимых теоретических исканий.

Разгром «меньшевиствующего идеализма» в 1931 г. положил начало целому периоду в истории советской философии и установлению в СССР нового философского руководства, которым стал влиятельный митинско-юдинский альянс.